# Tolvlucht

Tolvlucht

Tolvlucht of vrille (in het Engels een spin) is de situatie waarin een vliegtuig in overtrokken toestand verkeert en bewegingen uitvoert om alle drie zijn assen. Met andere woorden: het vliegtuig stampt, rolt en giert. 
Een vliegtuig dat zich in een vrille bevindt zal snel hoogte verliezen. De normale toestand moet dan ook snel hersteld worden. 
Het vliegtuig kan onbedoeld in deze situatie terechtkomen, bijvoorbeeld door een te langzaam gevlogen bocht. Het toestel kan ook bewust in een vrille worden gebracht door bij lage snelheid vol richtingsroer te geven, waardoor de ene vleugel overtrokken raakt en de andere niet. Dat kan gedaan worden als oefening of als onderdeel van kunstvliegen. 

## Herstel
Herstel van een vrille is bij de meeste vliegtuigen mogelijk, vooropgesteld dat er voldoende hoogte beschikbaar is en het zwaartepunt van het vliegtuig binnen de vereiste grenzen ligt. 
Om een vrille te beëindigen wordt volledige richtingsroeruitslag gegeven (tegen de draairichting in) met de knuppel naar voren. Het vliegtuig komt na het herstel (als het goed uitgevoerd is) in een duikvlucht waaruit het normaal kan worden hersteld. Belangrijk is om weer op tijd de volledige richtingsroeruitslag (tegen de draairichting in) te neutraliseren aangezien het gevaar bestaat dat het vliegtuig overgaat in een spin in tegengestelde richting als de richtingsroeruitslag te lang wordt gehandhaafd.